# 1. arrondissement i Paris
48°51′42.12″N 2°20′1.96″Ø / 48.8617000°N 2.3338778°Ø
1. arrondissement er et af Paris' 20 arrondissementer og er placeret i centrum af byen.

## Geografi
Arrondissementet er afgrænset af Place de la Concorde, Rue Saint-Florentin, Boulevard des Capucines, Rue Danielle Casanova, Rue des Petits Champs, Rue Etienne Marcel, Boulevard de Sébastopol, Pont au Change, Boulevard de Palais og Seinen.

### Bykvarterer
Arrondissementet er delt i fire bykvarterer:
1. Saint-Germain-l'Auxerrois
2. Halles
3. Palais-Royal
4. Place-Vendôme

### Byudvikling
Udviklingen i kvadratmeterpriser 1991-2010

## Demografi
En 2010 var folketallet 17.915 med en befolkningstæthed 9.789 indbyggere/km2. Arrondissementet udgør 0,8% af den parisiske befolkning.
| År (National tælling)     | Befolkning | Tæthed (indbyggere/km2) | Årlig ændring siden foregående tælling |
| ------------------------- | ---------- | ----------------------- | -------------------------------------- |
| 1861 (Største befolkning) | 89.519     | 48.917                  | oprettelse                             |
| 1866                      | 81.665     | 44.626                  | -1,75%                                 |
| 1872                      | 74.286     | 40.593                  | -1,51%                                 |
| 1936                      | 38.436     |                         |                                        |
| 1954                      | 38.926     | 21.271                  | -0,58%                                 |
| 1962                      | 36.543     | 20.013                  | -0,77%                                 |
| 1968                      | 32.332     | 17.706                  | -1,92%                                 |
| 1975                      | 22.793     | 12.482                  | -4,21%                                 |
| 1982                      | 18.509     | 10.136                  | -2,69%                                 |
| 1990                      | 18.360     | 10.055                  | -0,10%                                 |
| 1999                      | 16.888     | 9.228                   | -0,89%                                 |
| 2006                      | 17.745     | 9.697                   | +0,72%                                 |

Note : Det største befolkningstal havde 1. arrondissement før 1861. 
Der foreligger imidlertid ikke data for forholdene før de nye arrondissementer blev oprettet i 1860.